# Relaciones Perú-Sáhara Occidental
Las relaciones Perú-República Saharaui se refieren a las relaciones actuales e históricas entre la República del Perú y la República Árabe Saharaui Democrática (RASD).
Perú estableció relaciones por primera vez con la RASD en 1987 y las congeló en 1996. Después de 25 años, las relaciones se restablecieron en 2021, suspendidas en agosto de 2022 y nuevamente restablecidas en septiembre del mismo año. En septiembre de 2023, se anunció que las relaciones entre ambos estados se suspendieron nuevamente.
En 1999, y desde 2012 hasta la actualidad, Perú también ha enviado tropas a la Misión de las Naciones Unidas para el Referéndum del Sahara Occidental.

## Historia
Perú reconoció por primera vez a la RASD mediante un tratado firmado el 16 de agosto de 1984, bajo la presidencia de Fernando Belaúnde. Las relaciones se establecieron oficialmente el 5 de mayo de 1987, bajo la primera presidencia de Alan García, con otro tratado firmado por el ministro de Relaciones Exteriores peruano Allan Wagner Tizón y el Enviado Especial Saharaui Hamri Bouiha, quien se convirtió en el primer embajador concurrente en Perú, presentando sus cartas credenciales a García. Luego, el ministro de Relaciones Exteriores saharaui Omar Mansour realizó una visita al país del 14 al 18 de abril del mismo año.
A pesar del reconocimiento, las relaciones entre Marruecos y Perú no se vieron afectadas negativamente, ya que las relaciones no se rompieron y la embajada peruana en Madrid continuó acreditada ante el país norteafricano. En cambio, la embajada peruana en Rabat, que había estado cerrada de facto desde 1973 debido a la falta de un encargado de negocios, reabrió en 1986, y ambos países fortalecieron sus relaciones.
El siguiente embajador acreditado en Perú, Hambi B. Sidi Mahmud, presentó sus cartas credenciales a García el 28 de abril de 1988, durante una visita coordinada por Alfonso Barrantes. La visita fue criticada por miembros de la prensa que creían que el fortalecimiento de las relaciones de ambos gobiernos perjudicaba la relación mucho más conveniente con Marruecos, que controla la mayor parte del territorio reclamado por la RASD.
El 9 de septiembre de 1996, el entonces ministro de Asuntos Exteriores Francisco Tudela anunció el congelamiento de las relaciones entre Perú y la RASD, convirtiéndose Perú en el primer país latinoamericano en romper relaciones con el estado. Esto se debió a los esfuerzos diplomáticos de Marruecos en Perú y luego a la política pro-marroquí de Alberto Fujimori. Un incidente diplomático también influyó en la decisión, ya que la delegación marroquí protestó por la presencia de la delegación saharaui en la investidura de Fujimori tras su victoria en las elecciones de 1995.
Tras la suspensión de las relaciones, el único gobierno que se interesó por la situación en el Sáhara Occidental fue el de Ollanta Humala, que envió una delegación encabezada por el diplomático José Beraun Aranibar a los territorios administrados por el Frente Polisario y al campo de refugiados de Smara en Tinduf, Argelia. La delegación se reunió con las autoridades saharauis, incluido el entonces presidente Mohamed Abdelaziz.
En septiembre de 2017 se produjo un incidente diplomático entre los gobiernos de Perú y la RASD, cuando se le negó la entrada a Perú al diplomático saharaui Khadijetou El Mokhtar, que permaneció en el Aeropuerto Internacional Jorge Chávez durante diecisiete días. Un comunicado publicado por el Ministerio de Relaciones Exteriores del Perú afirmó que El Mohtar, a pesar de viajar como turista con pasaporte español, había actuado como diplomática en territorio peruano —pese a no tener el reconocimiento para ejercer tales funciones— en su última visita al país. Munbadat, una ONG pro derechos humanos, inició una campaña en las redes sociales, #TodosSomosJadiyetu, que fue difundida por la diáspora saharaui y simpatizantes. La ONG también escribió una carta al consulado peruano en Bilbao protestando por la situación.
Después de 25 años, las relaciones se reanudaron el 8 de septiembre de 2021, bajo la presidencia de Pedro Castillo. Después de un año, el Ministerio de Relaciones Exteriores del Perú anunció que decidió retirar su reconocimiento al estado el 18 de agosto de 2022, pero esto fue cuestionado por Castillo, quien confirmó el reconocimiento del estado el 8 de septiembre de 2022. Posteriormente, Castillo se reunió con el ministro de Relaciones Exteriores, Mohamed Salem Uld Salek, y especuló sobre la posibilidad de abrir una embajada en Perú.
En septiembre de 2023, se anunció que las relaciones entre ambos estados estaban nuevamente suspendidas.

## Visitas de alto nivel
Visitas de alto nivel de Perú a la RASD (incluye campos de refugiados en Argelia)
- Viceministro de Relaciones Exteriores José Beraún Aranibar (2011)

Visitas de alto nivel de la RASD a Perú
- Ministro de Asuntos Exteriores Omar Mansour (1987)
- Ministro Ahmed Hutch ( 2011[18][19] & 2013[20])
- Embajador Ahmed Mulay Ali Hamadi (2016)[21]
- Canciller Mohamed Salem Uld Salek (2022)

## Misiones diplomáticas
Anteriormente acreditada desde Caracas, la RASD tenía una embajada en Lima desde noviembre de 2022 hasta septiembre de 2023. Por otro lado, Perú no contaba con embajada acreditado ante la RASD en cualquier momento.